# Nannocharax usongo
Nannocharax usongo är en fiskart som beskrevs av Andreas R. Dunz och Ulrich K. Schliewen 2009. Nannocharax usongo ingår i släktet Nannocharax och familjen Distichodontidae. Inga underarter finns listade i Catalogue of Life.